# Heteroscada phyllodoce
Heteroscada phyllodoce är en fjärilsart som beskrevs av Jacob Hübner 1823. Heteroscada phyllodoce ingår i släktet Heteroscada och familjen praktfjärilar. Inga underarter finns listade i Catalogue of Life.